# شارل پروو
شارلز پروو (انگلیسی: Charles Prévost; ۲۰ مارس ۱۸۹۹ – ۱۱ ژوئیهٔ ۱۹۸۳) شیمی‌دان اهل فرانسه بود. واکنش پروو در شیمی آلی به افتخار وی نامگذاری شده است.